# اتحادیه جهودانگا
اتحادیه جهودانگا (به لاتین: Jhaudanga Union) یک منطقهٔ مسکونی در بنگلادش است که در Satkhira Sadar Upazila واقع شده‌است.